# Alfred Mock
Alfred Mock OMI (* 17. Mai 1908 in Kalteneber; † 19. Juni 2006 in Hünfeld) war ein katholischer Ordenspriester und Professor für Philosophie.

## Leben
Mock wurde in Kalteneber, einem Stadtteil von Heiligenstadt im thüringischen Eichsfeld als jüngstes von neun Kindern geboren. Nach seinem Abitur 1928 wurde Mock im Kloster Maria Engelport Novize bei den Oblatenmissionaren (Oblati Mariae Immaculatae). Er studierte im Mutterhaus der deutschen Oblaten in Hünfeld und in Rom. 1932 legte er dort seine ewigen Gelübde ab, 1934 wurde er in Rom zum Priester geweiht. 1935 wurde er zum Dr. theol. promoviert. In der Zeit des Nationalsozialismus war er von 1935 bis 1941 Philosophieprofessor, später als Priester in verschiedenen thüringischen Gemeinden und ab 1968 wieder Philosophieprofessor an der Hochschule Hünfeld.